# Enrico Ciccone
Enrico Pasquale Ciccone (Kanada, Québec, Montréal, 1970. április 10. –) profi jégkorongozó.

## Karrier
Komolyabb junior karrierjét a QMJHL-es Shawinigan Cataractesbn kezdte 1987–1988-ban és a következő szezon felét is ebben a csapatban játszotta majd átkerült a szintén QMJHL-es Trois-Rivières Draveursbe, ahol 1990-ig játszott. Az 1990-es NHL-drafton a Minnesota North Stars választotta ki az ötödik kör 92. helyén. Felnőtt pályafutását az IHL-es Kalamazoo Wingsben kezdte 1990-ben. A következő idényben itt is játszott még és felkerült az NHL-be a Minnesota North Starsbe 11 mérkőzés erejéig, amin nem szerzett pontot de 48 percet szabálytalankodott. 1992–1993-ban játszott a Kalamazoo Wingsben, az AHL-es Hamilton Canucksban és a North Starsban. 1993–1994-ben átigazolt a Washington Capitalsba és 46 mérkőzés után még ebben a szezonban továbbment a Tampa Bay Lightninghoz valamint hat mérkőzést játszott az AHL-es Portland Piratesben. A Tampa Bay Lightningben 1994–1996 között játszott és leginkább pokróc kemény játékstílusáról vált ismertté. 1996–1997 között a Chicago Blackhawks játékosa volt. Majd 1997–1998-ban játszott a Carolina Hurricanesban, a Vancouver Canucksban és visszakerült a Tampa Bay Lightninghoz. A következő idényben játszott az IHL-es Cleveland Lumberjacks, a Tampában és visszaigazolt a Washington Capitalshoz. 1999–2000-ben a német ligában szerepelt a Essen Mosquitoesban. 2000–2001-ben két mérkőzésen lépett jégre az AHL-es Québec Citadellesban majd még három mérkőzésen a Montréal Canadiensben. 2000. december 8-án jelentette be visszavonulását.